# The Lily and the Rose
The Lily and the Rose é um filme mudo do gênero drama produzido nos Estados Unidos e lançado em 1915.